# Sant Miquel de Fluvià
Sant Miquel de Fluvià (em catalão e oficialmente) ou San Miguel de Fluviá (em castelhano) é um município da Espanha na comarca de Alt Empordà, província de Girona, comunidade autónoma da Catalunha. Tem 3,5 km² de área e em 2021 tinha 755 habitantes (densidade: 215,7 hab./km²).

## Demografia
| Variação demográfica do município entre 1991 e 2004[carece de fontes?] | Variação demográfica do município entre 1991 e 2004[carece de fontes?] | Variação demográfica do município entre 1991 e 2004[carece de fontes?] | Variação demográfica do município entre 1991 e 2004[carece de fontes?] |
| ---------------------------------------------------------------------- | ---------------------------------------------------------------------- | ---------------------------------------------------------------------- | ---------------------------------------------------------------------- |
| 1991                                                                   | 1996                                                                   | 2001                                                                   | 2004                                                                   |
| 549                                                                    | 576                                                                    | 621                                                                    | 654                                                                    |